# Проявино (Сітьковське сільське поселення)
Проявино (рос. Проявино) — присілок Велізького району Смоленської області Росії. Входить до складу Сітьковського сільського поселення.
Населення — 18 осіб (2007 рік). 